# Wahlen zum Repräsentantenhaus der Vereinigten Staaten 1830
Die Wahlen zum Repräsentantenhaus der Vereinigten Staaten 1830 fanden ab dem 5. Juli 1830 statt. Dabei wurden in den Vereinigten Staaten an verschiedenen Wahltagen die Abgeordneten des Repräsentantenhauses gewählt. Die Wahlen waren Teil der allgemeinen Wahlen zum 22. Kongress der Vereinigten Staaten in jenem Jahr, bei denen auch ein Drittel der US-Senatoren gewählt wurden. Da die Wahlen etwa in der Mitte der ersten Amtszeit von Präsident Andrew Jackson stattfanden (Midterm Election), galten sie auch als Votum über die bisherige Politik des Präsidenten.
Zum Zeitpunkt der Wahlen bestanden die Vereinigten Staaten aus 24 Bundesstaaten. Die Zahl der zu wählenden Abgeordneten betrug 213. Die Sitzverteilung im Repräsentantenhaus basierte auf der Volkszählung von 1820. Bei den Wahlen verloren beide großen Parteien Sitze im Repräsentantenhaus. Die Demokraten mussten zehn Mandate abgeben, die Nationalrepublikaner verloren sechs Sitze. Von diesen Verlusten profitierten die Anti-Masonic Party, deren einziges politisches Ziel die Bekämpfung der Freimaurerei war, und eine neue Bewegung in South Carolina, die sich Nullifiers nannte. Allgemein im Süden war man unzufrieden mit einem 1828 verabschiedeten Zollgesetz. Das führte zu Überlegungen, ob man Bundesgesetze nicht in Einzelstaaten für ungültig erklären könnte (annullieren = Nullify). Die Frage der Rechte der Einzelstaaten wurde im Süden immer häufiger gestellt und sollte bis 1860 ein wesentlicher Bestandteil der Politik der Südstaaten sein. In South Carolina war diese Bewegung Anfang der 1830er Jahre schon sehr stark. Es bildete sich die Nullifier Party, die 1830 auf Anhieb vier Sitze im Repräsentantenhaus errang. Näheres zu den Vorgängen in South Carolina ist dem Artikel Nullifikationskrise zu entnehmen. Trotz ihrer Verluste konnte die Demokratische Partei von Präsident Jackson ihre absolute Mehrheit im Repräsentantenhaus behaupten.
Frauen und Sklaven waren weder wahlberechtigt noch wählbar. In vielen Bundesstaaten waren auch freie Afroamerikaner von der Wahl ausgeschlossen.

## Wahlergebnis
- Demokratische Partei (Jacksonians) 126 (136) Sitze
- National Republican Party: 66 (72) Sitze
- Anti-Masonic Party: 17 (5) Sitze
- Nullifier 4 (0) Sitze (alle aus South Carolina)

Gesamt: 213
In Klammern sind die Ergebnisse der letzten Wahl zwei Jahre zuvor. Veränderungen im Verlauf der Legislaturperiode, die nicht die Wahlen an sich betreffen, sind bei diesen Zahlen nicht berücksichtigt, werden aber im Artikel über den 22. Kongress im Abschnitt über die Mitglieder des Repräsentantenhauses bei den entsprechenden Namen der Abgeordneten vermerkt. Das Gleiche gilt für Wahlen in Staaten, die erst nach dem Beginn der Legislaturperiode der Union beitraten. Daher kommt es in den Quellen gelegentlich zu unterschiedlichen Angaben, da manchmal Veränderungen während der Legislaturperiode in die Zahlen eingearbeitet wurden und manchmal nicht.